# Długoszówka

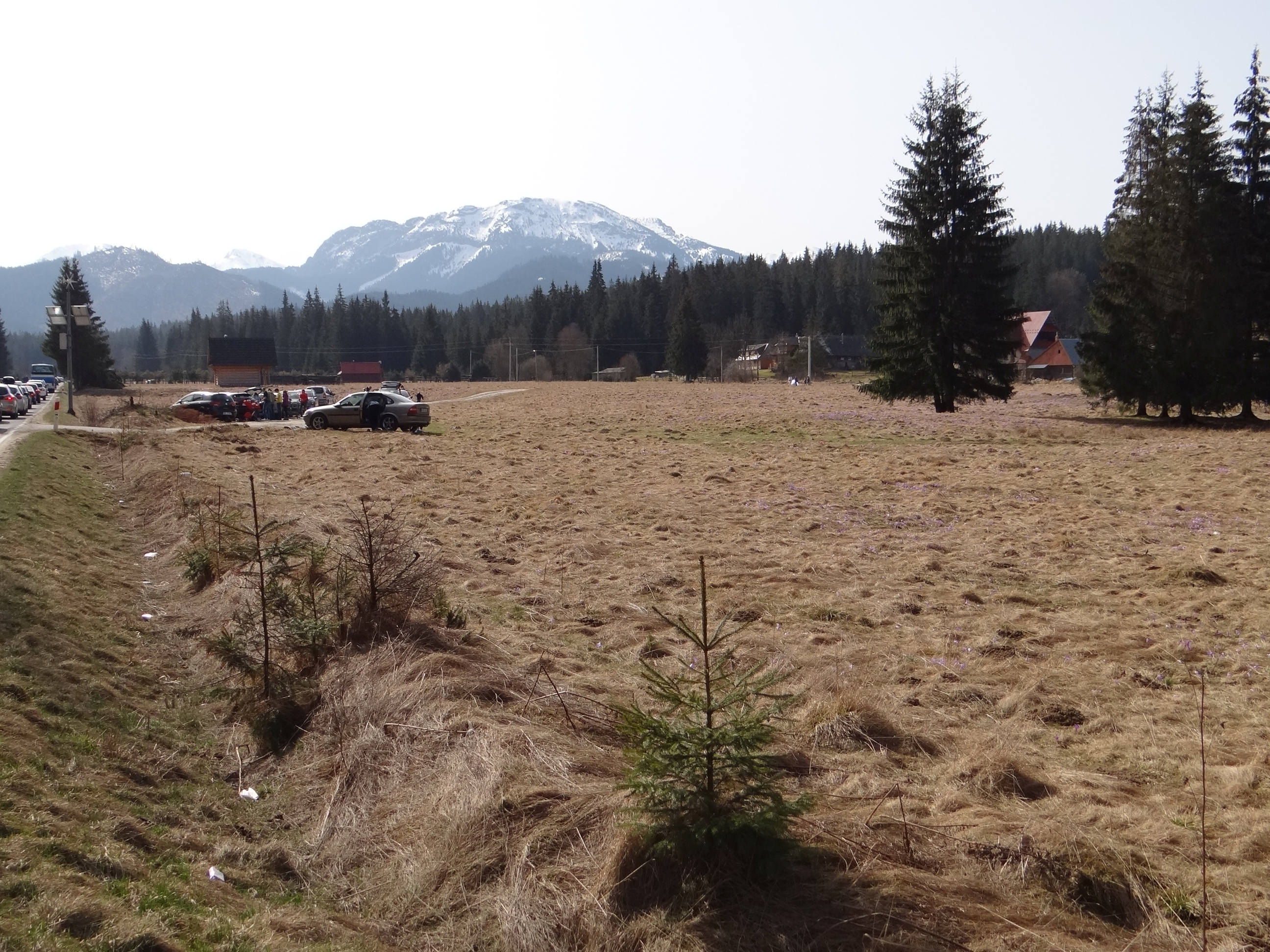

Długoszówka – część miejscowości Witów położonej w województwie małopolskim, w powiecie tatrzańskim, w gminie Kościelisko. Znajduje się bezpośrednio przy drodze wojewódzkiej nr 958, nad potokiem Przybylanka, u podnóża Hurchociego Wierchu.
W latach 1975–1998 Długoszówka administracyjnie należała do województwa nowosądeckiego.
Jest to stosunkowo młode osiedle. Zaczęło powstawać w latach 70. XX wieku w zachodniej części polany pasterskiej Baligówka, w miejscu starych szałasów pasterskich. Obecnie znajduje się na nim kilkanaście wolnostojących domów jednorodzinnych. Większość z nich posiada cechy architektury regionalnej. Nazwa osiedla upamiętnia Jana Długosza – polskiego taternika i alpinistę. Na północ od zabudowań Długoszówki znajdują się ruiny skoczni narciarskiej.
Z Długoszówki prowadzi nieznakowana droga przez polanę Cyrhla na Hurchoci Wierch.